# Lavandula multifida
Lavandula multifida — вид квіткових рослин родини глухокропивових (Lamiaceae).

## Опис
Невелика рослина, іноді кущ. Висота: 0,5–1,2 м. Стебла сірі та волохаті. Листя перисті. Цю лаванду можна легко впізнати по її листкам, що дуже розділені на фрагменти. Сині або блакитно-фіолетові квітки на довгих стеблах.

## Поширення
Країни поширення: північний Алжир; східний Єгипет; північно-західна Лівія; Марокко; Туніс; Італія (південна Сицилія); Гібралтар; південно-західна Португалія; південна Іспанія. Надає сильну перевагу піщаним і кам'янистим місцям біля морського берега. Вирощується як декоративна рослина, а також у лікувальних цілях.